# Giroteodolito

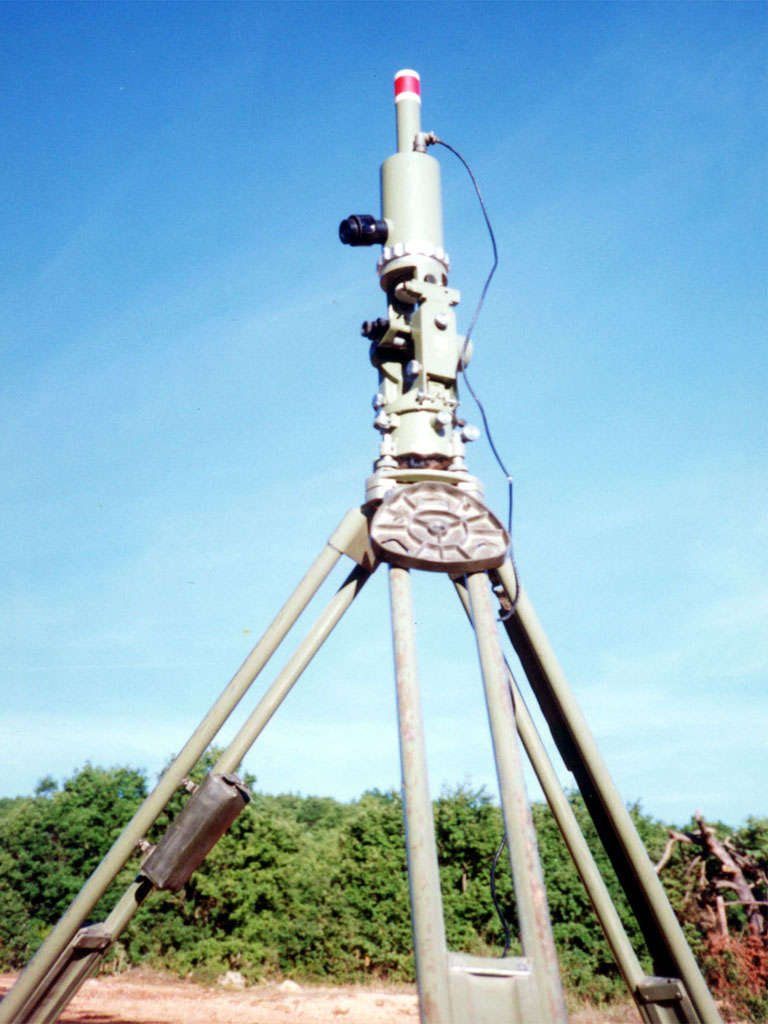
Un giroscopio tipo GAK montado en un teodolito Wild T-16.

El giroteodolito o teodolito giroscópico es un instrumento de medición compuesto por un giroscopio montado en un teodolito. Se utiliza para determinar la orientación de norte verdadero mediante la localización de la dirección de los meridianos. Es el principal instrumento en una mina, para orientar en la medición y en la ingeniería del túnel, y en los lugares donde las estrellas no son astronómicamente visibles.

## Usos
Un giroteodolito se utiliza principalmente en la industria de la minería subterránea y en la ingeniería de túneles. Por ejemplo, cuando un conducto debe pasar por debajo de un río, un eje vertical a cada lado del río puede estar conectado por un túnel horizontal. Un giroteodolito puede ser operado en la superficie y luego de nuevo en la base de los ejes para identificar las indicaciones necesarias para hacer un túnel entre la base de los dos ejes. A diferencia de un horizonte artificial o sistema de navegación inercial, un giroteodolito no puede ser reubicado mientras está en funcionamiento. Debe reiniciarse de nuevo en cada sitio.
El giroteodolito cuenta con un teodolito normal con un sostén que contiene un giroscopio montado en el mismo sentido de rotación de la Tierra y que la alineación de los meridianos. El meridiano es el plano que contiene el eje de rotación de la Tierra y el observador. La intersección del plano meridiano con la horizontal define el verdadero norte-sur, que la referencia geográfica requiere. El giroteodolito se usa generalmente por ser capaz de determinar o encontrar el norte verdadero.

## Limitaciones
Un giroteodolito funcionará en el ecuador y en los hemisferios norte y sur. El meridiano está definido en los polos geográficos. Un giroteodolito no puede ser utilizado en los polos, donde el eje de la Tierra es, precisamente, perpendicular al eje horizontal del giro. En efecto, no se utiliza normalmente hasta unos 15 grados del polo, ya que el componente este-oeste de la rotación de la Tierra no es suficiente para obtener resultados fiables. Cuando esté disponible, en lugares de avistamiento astronómico de estrellas, son capaces de dar el rumbo meridiano con una precisión un centenar de veces mayor. Donde esta precisión adicional no es necesaria, el giroteodolito es capaz de producir un resultado rápidamente sin la necesidad de observaciones por la noche.